# Lamponella brookfield
Lamponella brookfield is een spinnensoort uit de familie Lamponidae. De soort komt voor in Queensland.